# Odeonsplatz (métro de Munich)
Odeonsplatz (en allemand : U-Bahnhof Odeonsplatz) est une station de correspondance composée, d'une station de la section commune (U4/U5) et d'une station de la section commune (U3/U6) du métro de Munich. Elle est située sous l'Odeonsplatz en limite des secteurs Maxvorstadt et Schwabing de Munich en Allemagne.

## Situation sur le réseau

Plan du métro (2020).

Établie en souterrain, Odeonsplatz est une station de correspondance du métro de Munich disposant de deux sous-stations de passage : l'une sur le tronc commun aux lignes U3 et U6 et l'autre sur le tronc commun aux lignes U4 et U5 :
La station de passage Odeonsplatz de la ligne (U3/U6) est située entre la station Karlsplatz (Stachus), en direction des terminus : Moosach (U3) ou Garching-Forschungszentrum (U6), et la station Marienplatz, en direction des terminus : Fürstenried West (U3) et Klinikum Großhadern (U6),.
La station de passage Odeonsplatz de la ligne (U4/U5) est située entre la station Universität, en direction des terminus : Moosach (U4) ou Laimer Platz (U5), et la station Lehel, en direction des terminus : Arabellapark (U4) et Neuperlach Süd (U5),.
Chacune des deux stations dispose d'un quai central encadré par les deux voies de la ligne,. Les deux stations se croisent à angle droit en étant sur deux niveaux de profondeurs différentes. 

## Histoire
La station Odeonsplatz (U3/U6) est mise en service le 19 octobre 1971, lors de l'ouverture à l'exploitation de la première section du métro de Munich, longue de 12 km, entre les stations Kieferngarten et Goetheplatz. Elle est nommée en référence à la place située au-dessus, elle-même ayant pris le nom d'un bâtiment construit pour des concerts par l'architecte Leo von Klenze et détruit durant la Seconde Guerre mondiale. Orientée nord-sud, elle est due à l'architecte Paolo Nestler (de) (1920-2010) en collaboration avec le métro de Munich. Construite en tranchée ouverte, elle dispose, au centre du quai central légèrement incurvé au sud, d'un alignement de colonnes porteuses. Elle est alors équipée d'escaliers d'accès au nord et au sud.

## Services aux voyageurs

### Accès et accueil
Elle dispose de huit bouches, situées au nord, au sud, à l'ouest et à l'est. Deux ascenseurs permettent l'accessibilité des personnes à la mobilité réduite. Les bouches sont équipées d'escaliers et, pour une partie d'entre elles d'escaliers mécaniques. Elle est équipée d'automates pour l'achat de titres de transport.

Installations
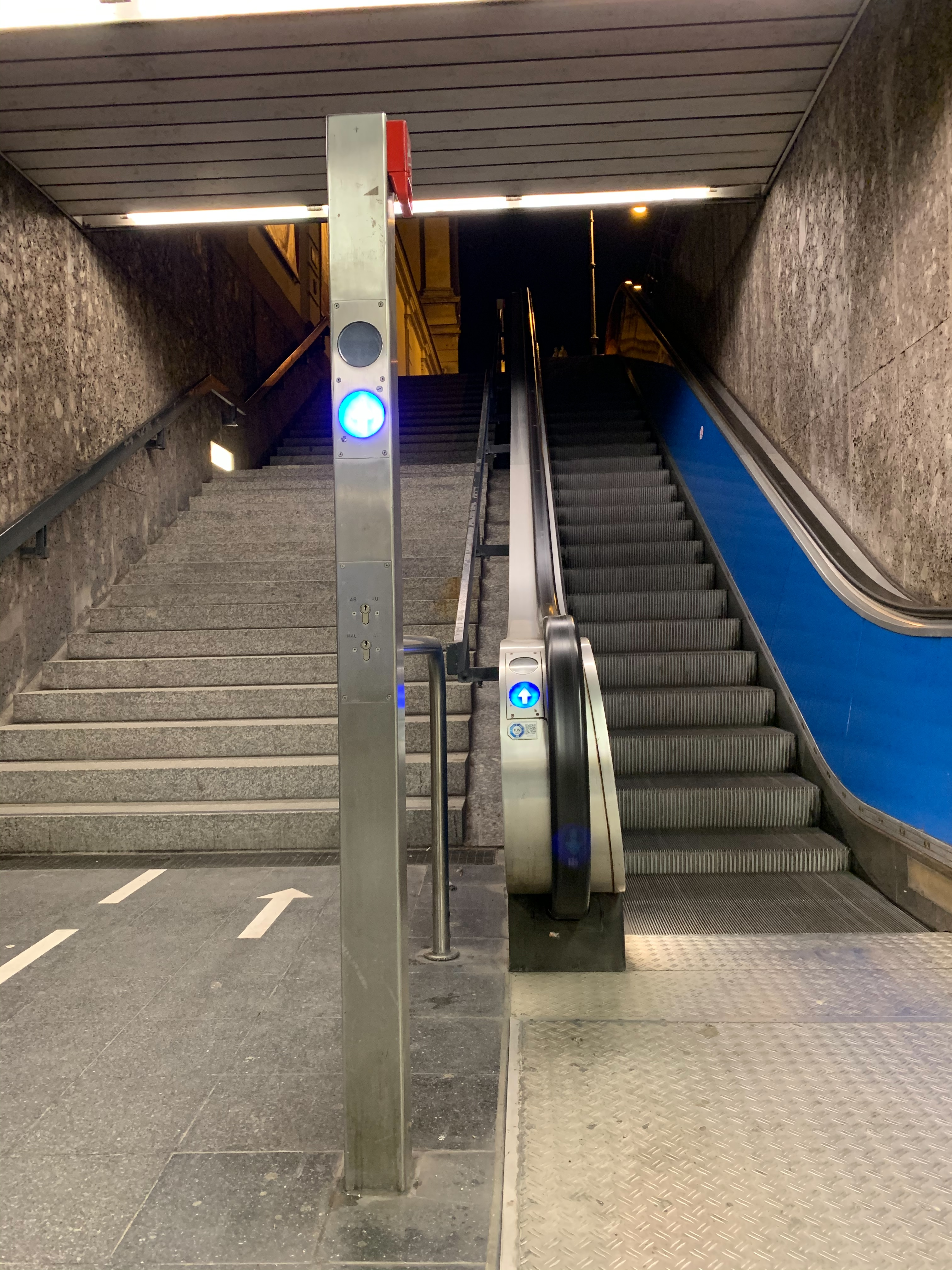
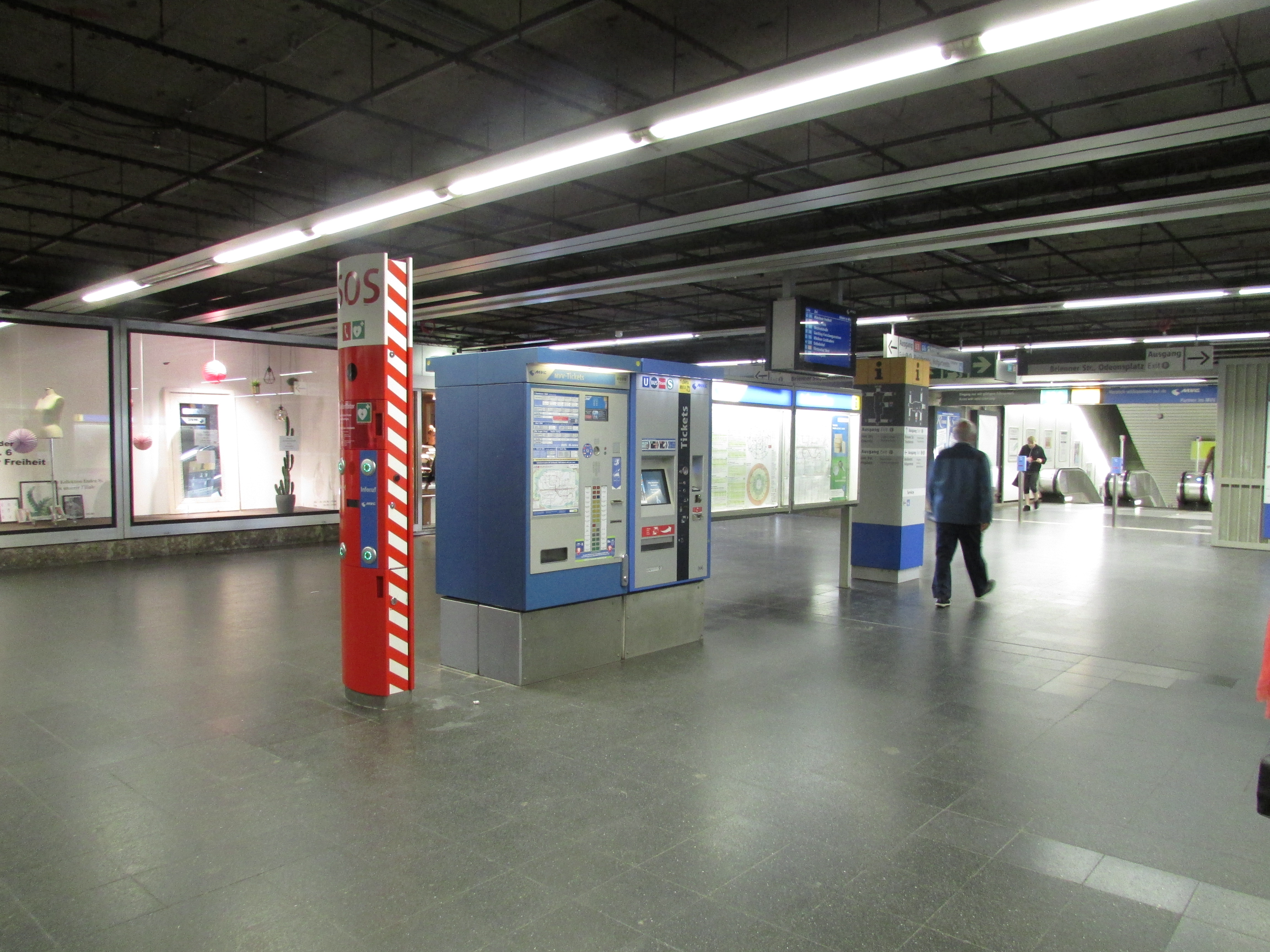
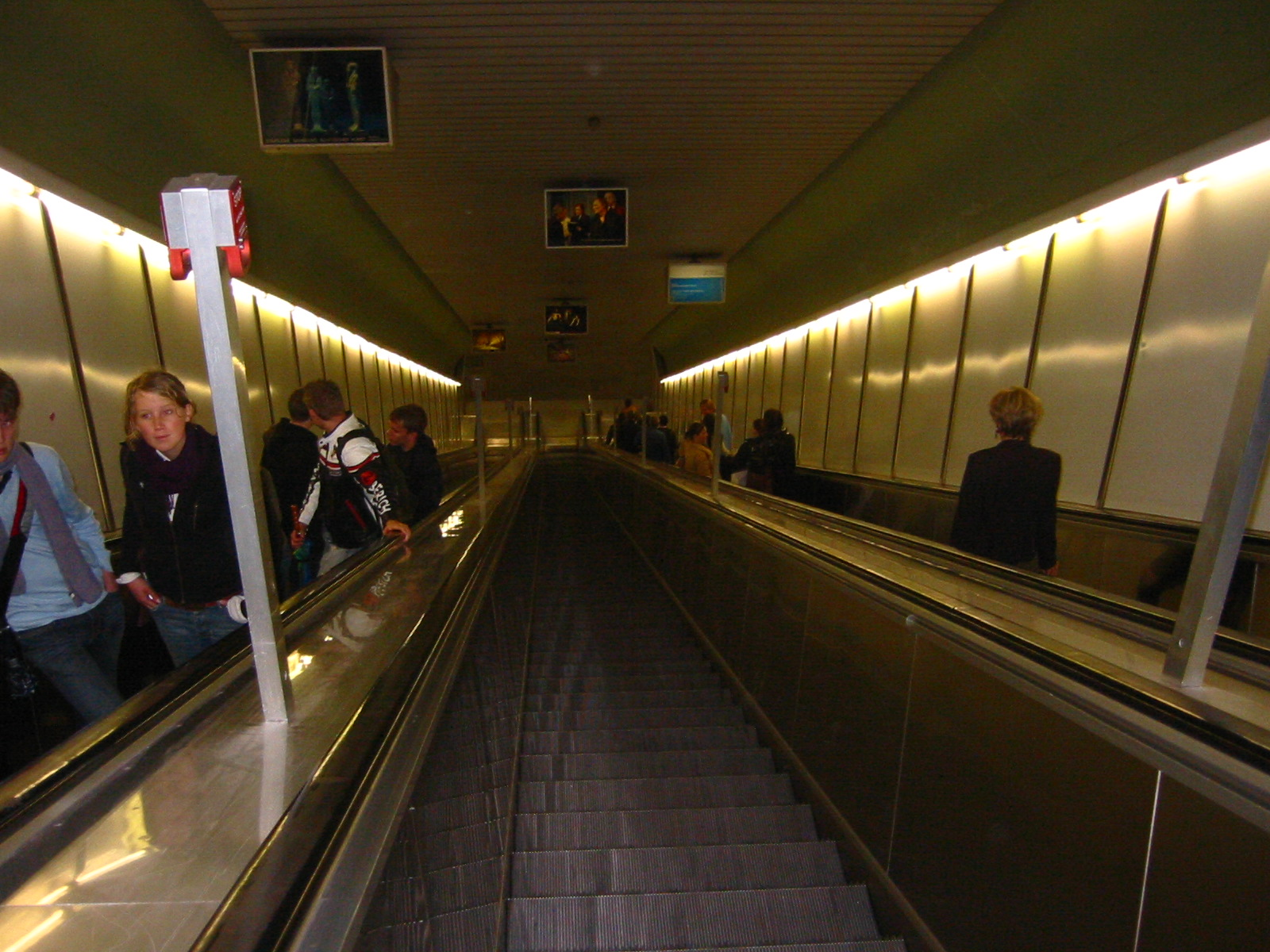

### Station U3/U6
Odeonsplatz est desservie alternativement par toutes les rames de la ligne U3 et, toutes les rames de la ligne U6.

Installations et desserte
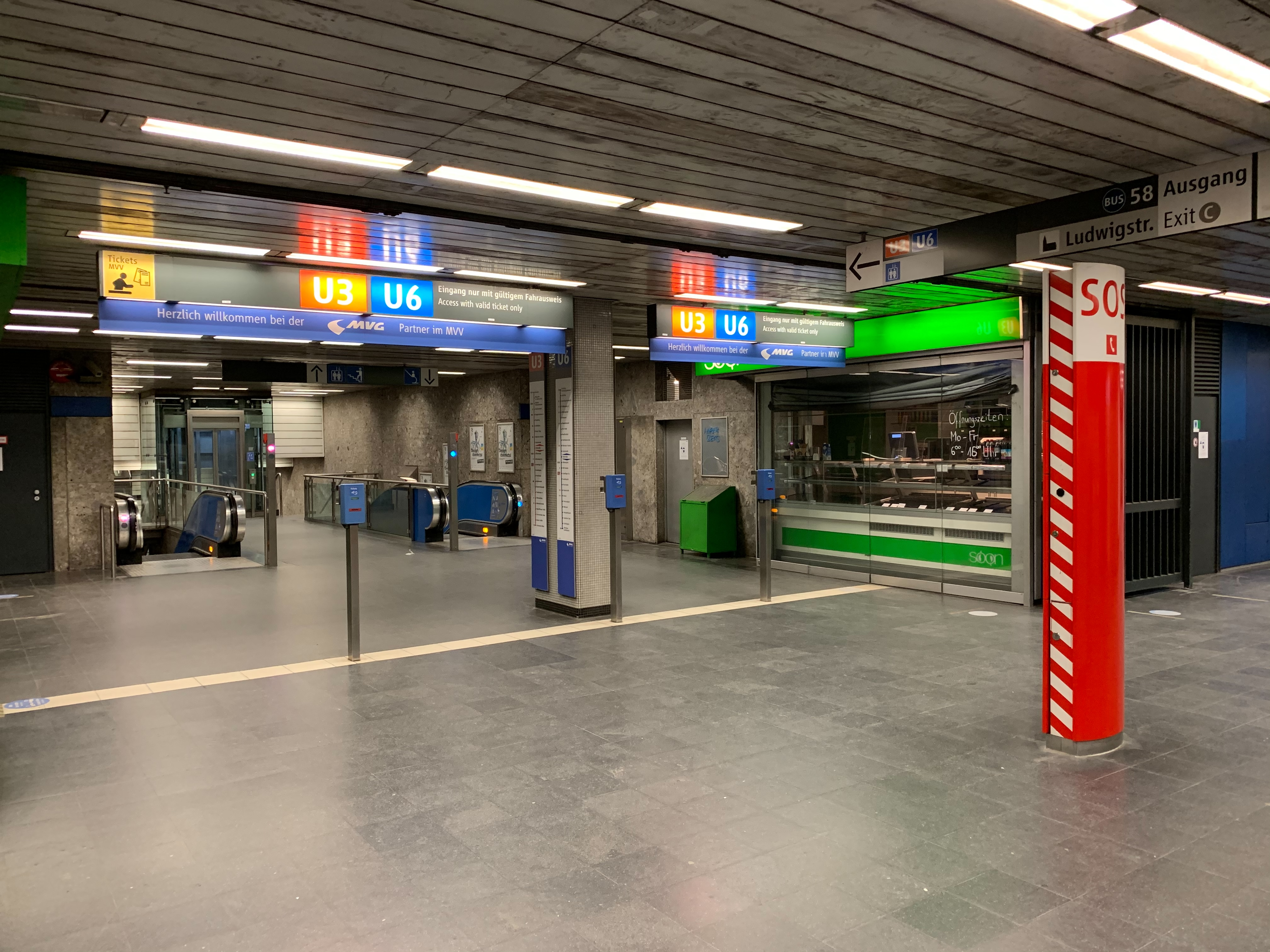
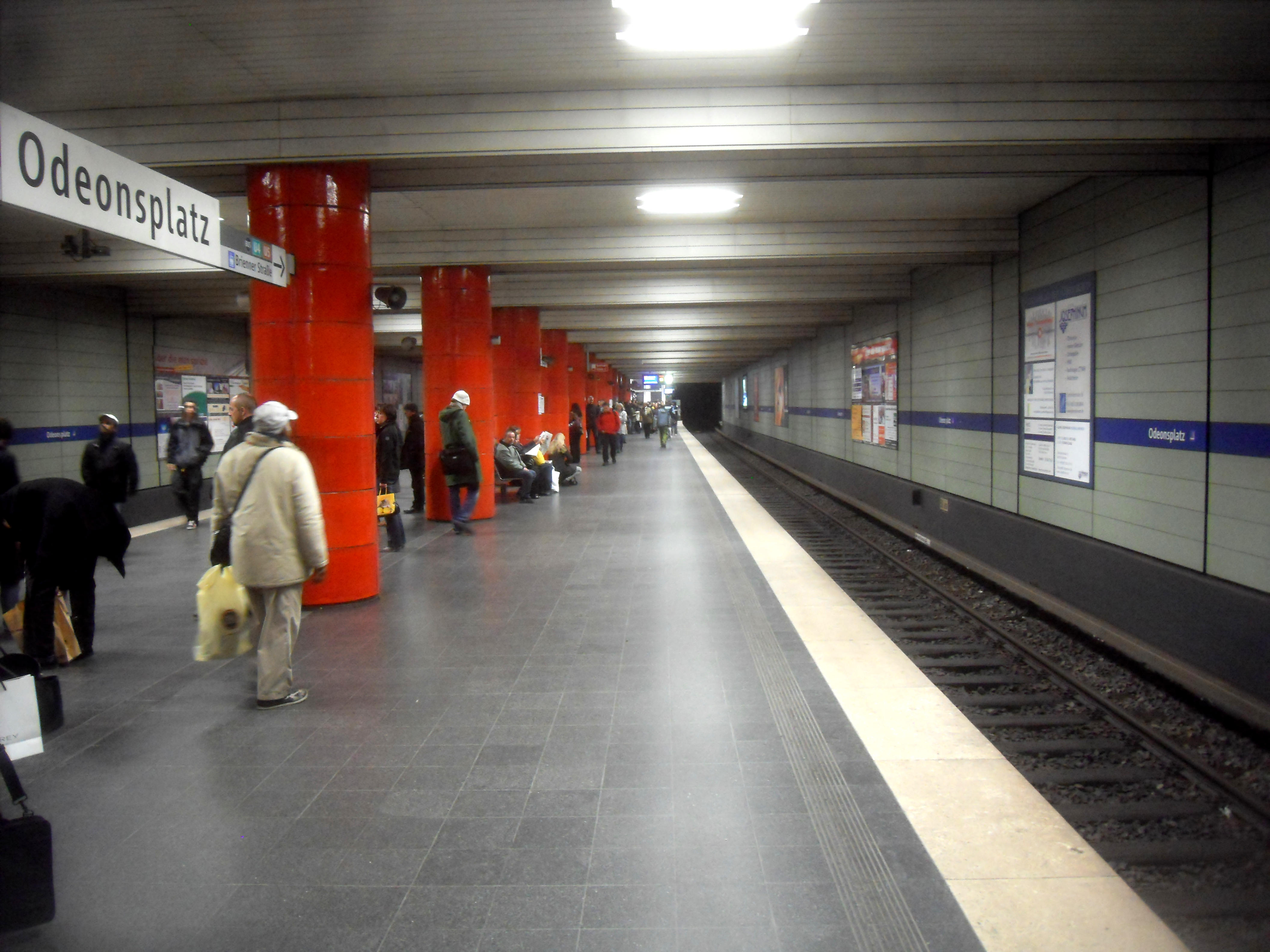
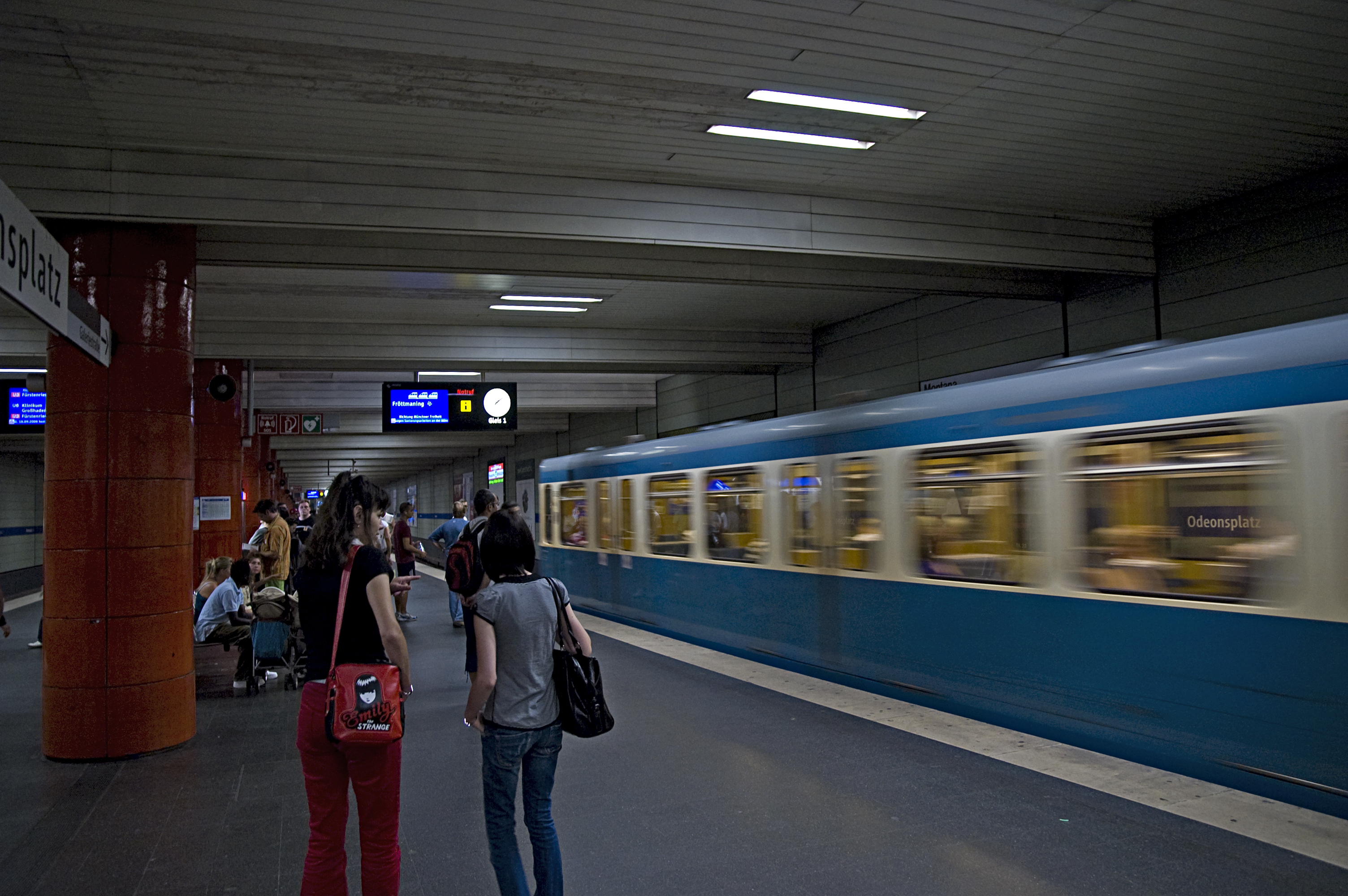

### Station U4/U5
Odeonsplatz est desservie alternativement par toutes les rames de la ligne U5 et, toutes les rames de la ligne U4.

Installations et desserte
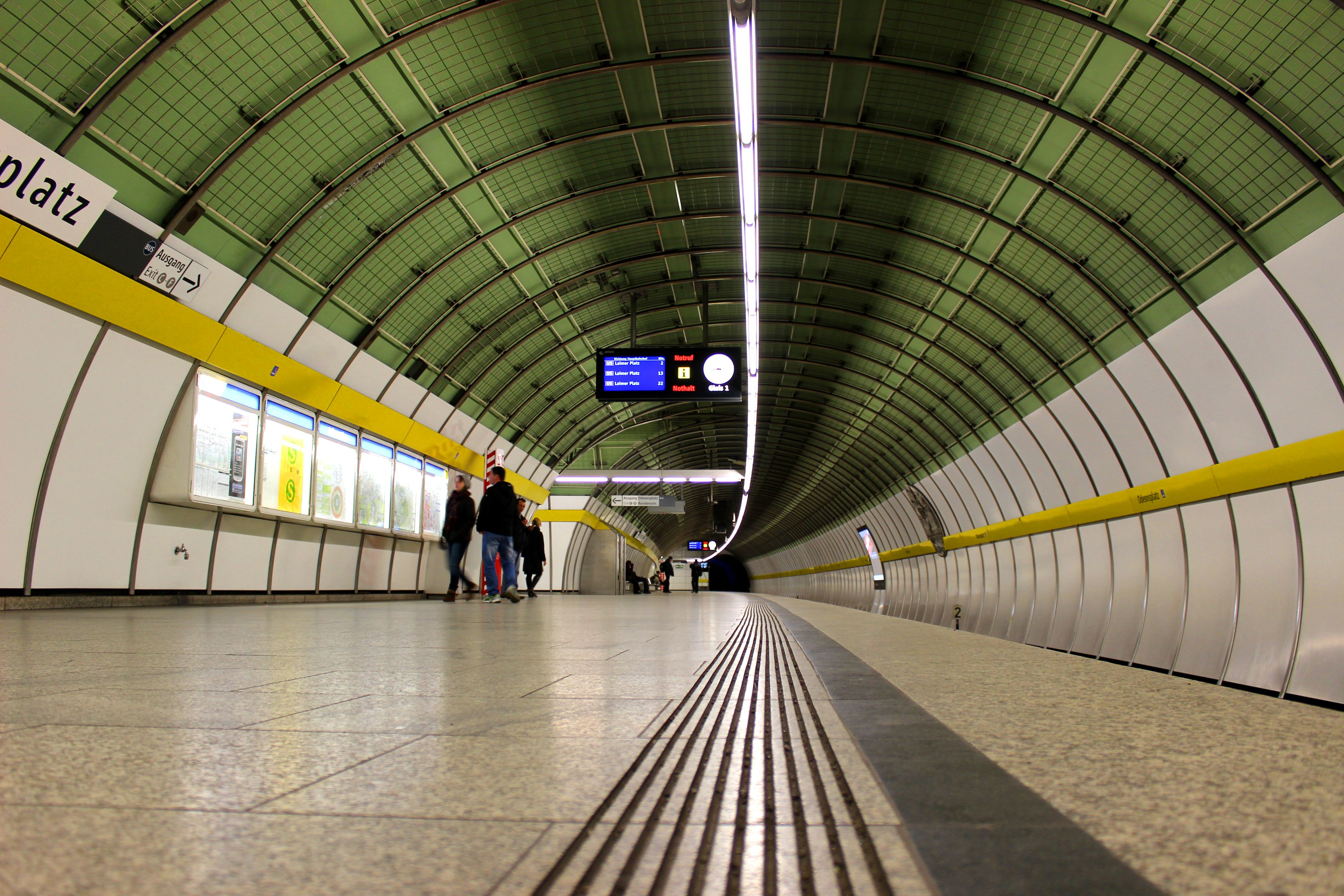
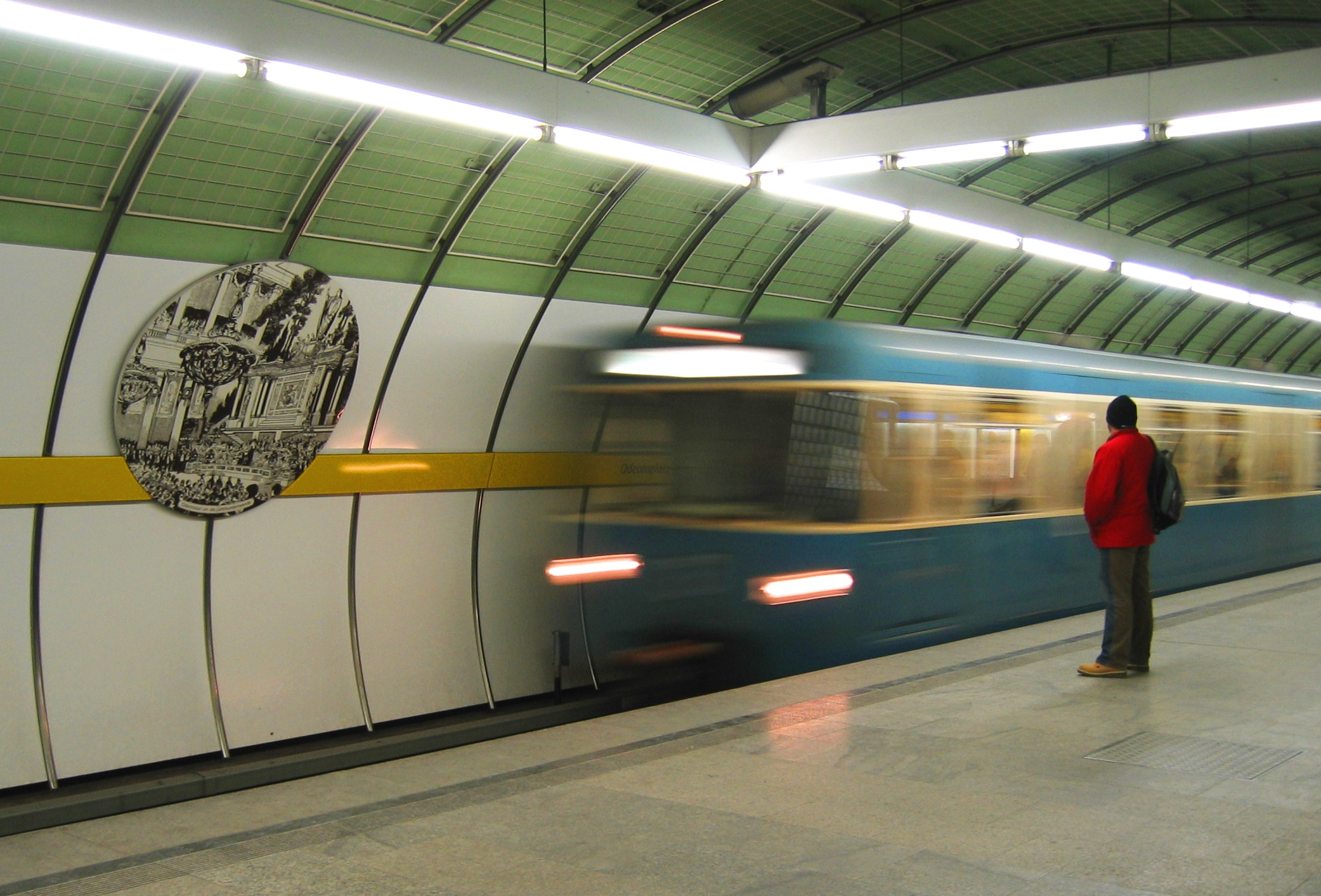
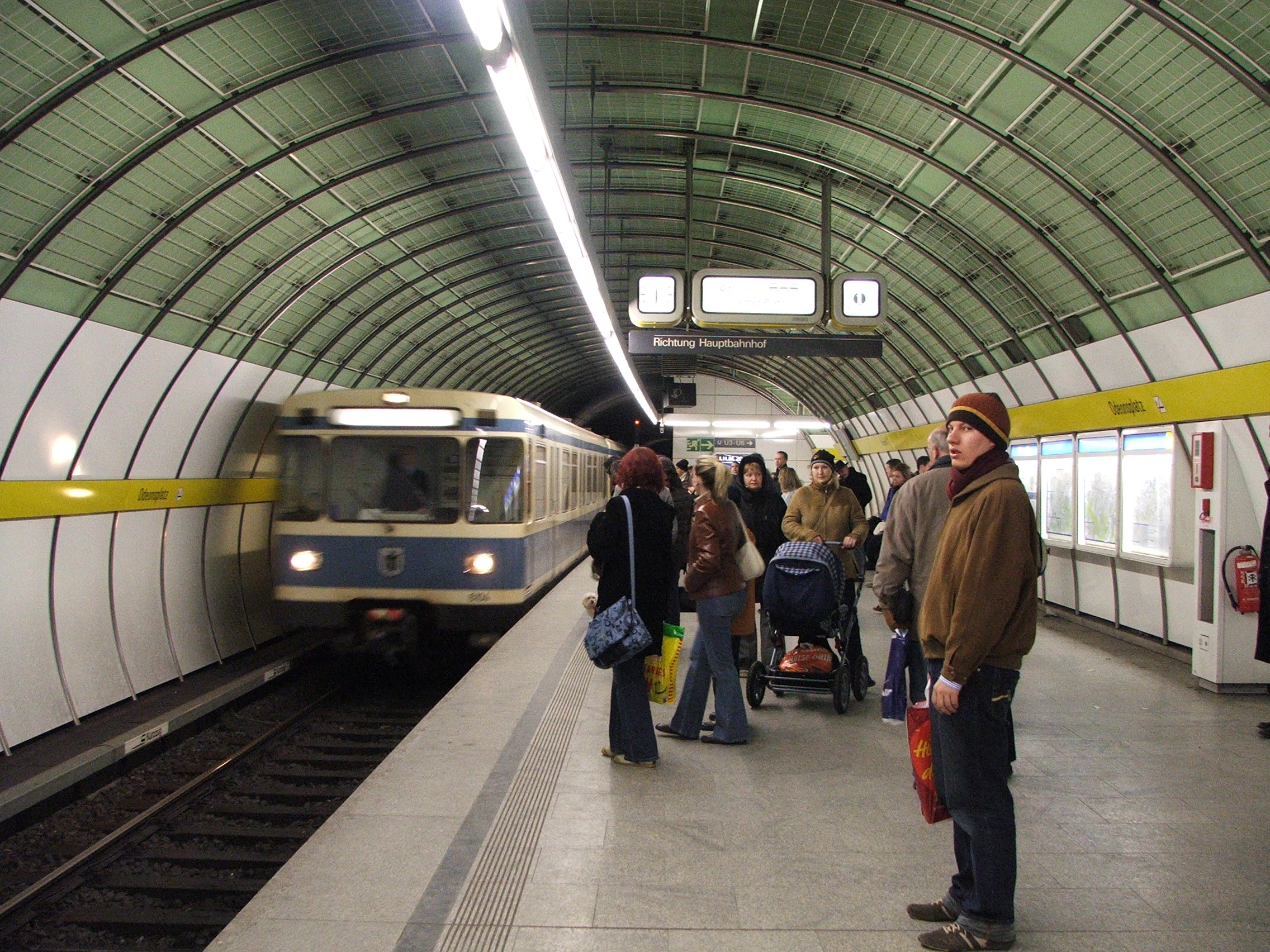

### Intermodalité
La station est desservie par des arrêts de bus urbains des lignes 100, 153, N40, N41 et N45.

## Art dans la station
Elle dispose d'une fresque murale réalisée par Karl Knappe (de) (1884-1970).

## À proximité
- Odeonsplatz
- Feldherrnhalle
- Deutsches Theatermuseum (de)
- Palais Moy
- Palais Preysing
- Église Saint-Michel de Munich
- Église des Théatins (en allemand : Theatinerkirche)
- Theatinerstraße (rue piétonne)